# Vysílač Javořice
Vysílač Javořice (Jihlava-Javořice, JICE) je rádiový a televizní vysílač na vrcholu Javořice v Kraji Vysočina.

## Historie
První, 60metrový vysílač trubkové příhradové konstrukce, postavený v červenci 1960, začal vysílat 1. ledna 1961. Vysílal na kanálu 11, signál přebíral z vysílače Kleť. V samém závěru 80. let proběhla celková přestavba střediska. Štědře dimenzovaná provozní budova svým vzhledem připomíná horský hotel. O 100 metrů vyšší kotvený stožár byl postaven v červenci 1989, vysílání z něj bylo započato v létě 1990.
V červnu 2009 byly s pomocí vrtulníku vyměněny UHF antény. Dne 29. června 2009 bylo zahájeno vysílání DVB-T. Vysílání DVB-T2 bylo spuštěno 30. května 2017.

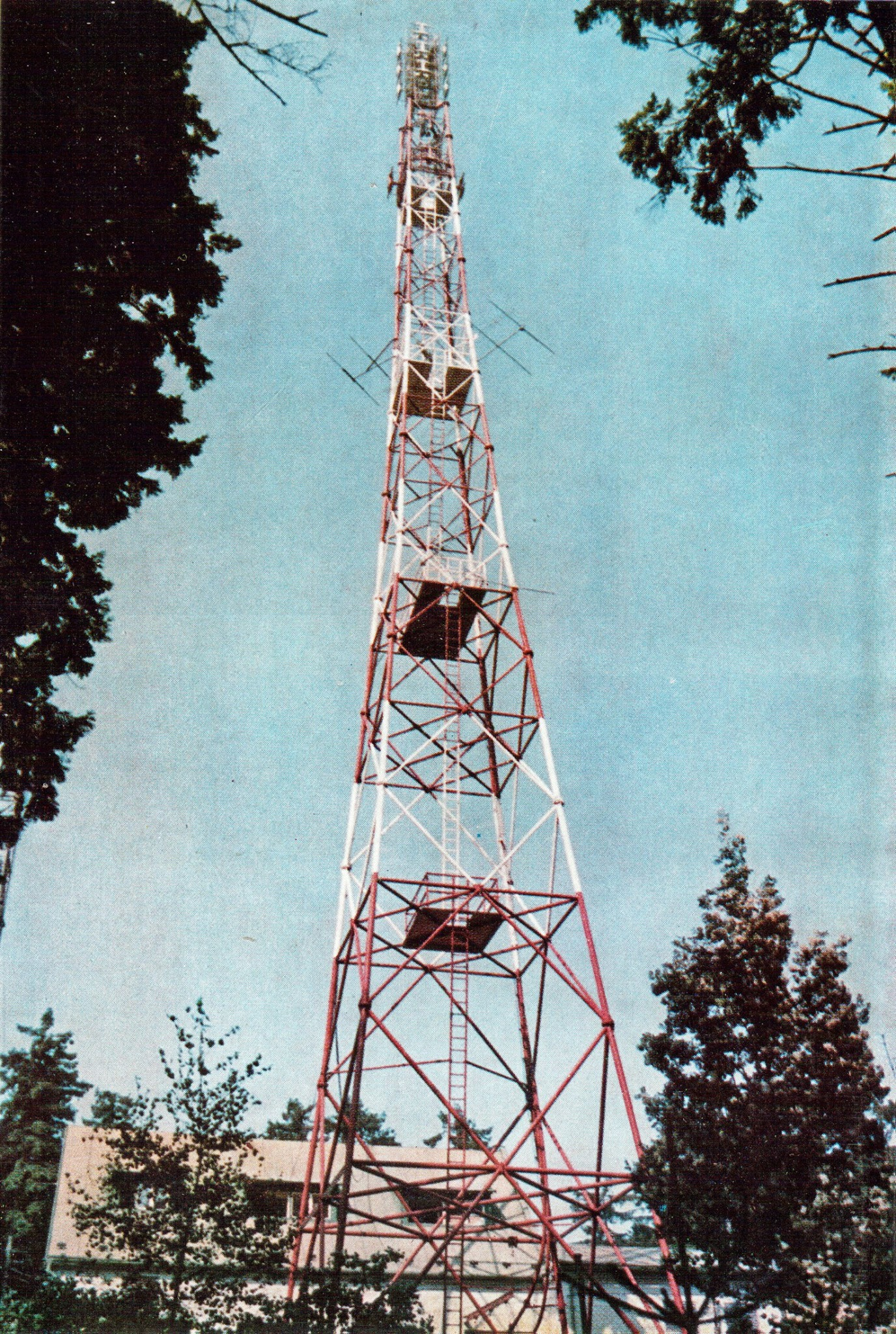
Starý vysílač (1960–1990)

Nákres

## Konstrukce
Stožár nese čtyři technické plošiny pro mobilní sítě a radioreléové spoje ve 30, 34, 42 a 50 m nad zemí a deštník proti padající námraze v 56 m. Je sestaven z osmimetrových dílců; do 104 metrů má tvar rovnostranného trojúhelníku o straně 2,95 m, směřujícího přesně na západ (◁). Na ochoz ve 100 metrech vede i motorový výtah. Dále následuje užší 40metrová část šestihranného průřezu, osazená anténami pro rozhlas. Ta je ve výšce 137 m ukončena ochozem a uzavřenou technickou kabinou (140 m). Ve 144 metrech je usazen čtyřhranný televizní anténní nástavec s výškou přes 21 m, orientovaný podle světových stran, zakončený tlumičem kmitů, pozičními majáky a tyčemi bleskosvodů, dosahujícími celkové výšky 167 m. Stožár je kotven ocelovými lany v 50, 102 a 139 metrech.

## Vysílané stanice

### Televize
Přehled vysílaných televizních multiplexů:
|        | Multiplex    | Kanál | Kmitočet | Výkon (ERP) | Polarizace   | Spuštěno                  |
| ------ | ------------ | ----- | -------- | ----------- | ------------ | ------------------------- |
| DVB-T2 | Multiplex 21 | 26    | 514 MHz  | 100 kW      | horizontální | březen 2018 / srpen 2020* |
| DVB-T2 | Multiplex 22 | 28    | 530 MHz  | 100 kW      | horizontální | červen 2017 / září 2020*  |
| DVB-T2 | Multiplex 23 | 35    | 586 MHz  | 100 kW      | horizontální | září 2020                 |

*Multiplexy vysílaly až do vypnutí DVB-T multiplexu 1, resp. 2, jako přechodová síť 11, resp. 12, poté přešly formálně na multiplex 21 a 22, avšak beze změny vysílacích parametrů.

### Rozhlas
Přehled vysílaných rozhlasových stanic:
|    | Program         | Kmitočet  | RDS PS   | RDS PI | Výkon (ERP) | Polarizace   |
| -- | --------------- | --------- | -------- | ------ | ----------- | ------------ |
| FM | ČRo Radiožurnál | 90,7 MHz  | R-ZURNAL | 232F   | 20 kW       | horizontální |
| FM | Frekvence 1     | 93,4 MHz  | RADIO_F1 | 2205   | 20 kW       | horizontální |
| FM | ČRo Plus        | 95,4 MHz  | R-PLUS   | 2424   | 20 kW       | horizontální |
| FM | Rádio Impuls    | 100,3 MHz | _IMPULS_ | 2203   | 10 kW       | horizontální |

Digitální rozhlas DAB+:
|      | Multiplex | Region | Kanál | Kmitočet    | Výkon (ERP) | Polarizace |
| ---- | --------- | ------ | ----- | ----------- | ----------- | ---------- |
| DAB+ | ČRo DAB+  | Morava | 12D   | 229,072 MHz | 10 kW       | vertikální |

## Ukončené vysílání

### Digitální televize DVB-T
Vypínání původních DVB-T multiplexů probíhalo od května do září 2020, postupně jej nahradilo vysílání DVB-T2.
| Vypnuto     |       | Multiplex   | Kanál | Kmitočet | Výkon (ERP) | Polarizace   | Spuštěno    |
| ----------- | ----- | ----------- | ----- | -------- | ----------- | ------------ | ----------- |
| květen 2020 | DVB-T | Multiplex 3 | 30    | 546 MHz  | 100 kW      | horizontální | duben 2010  |
| srpen 2020  | DVB-T | Multiplex 1 | 33    | 570 MHz  | 100 kW      | horizontální | červen 2009 |
| září 2020   | DVB-T | Multiplex 2 | 35    | 586 MHz  | 100 kW      | horizontální | duben 2010  |

### Analogová televize (PAL)
Analogové vysílání bylo nahrazeno digitálním v červnu 2009 a kompletně vypnuto v červnu 2011.
| Vypnuto     | Kanál | Kmitočet   | Stanice  | Výkon (ERP) | Diagram kruhový (K)/ směrový (S) | Polarizace   |
| ----------- | ----- | ---------- | -------- | ----------- | -------------------------------- | ------------ |
| květen 2011 | 11    | 215,25 MHz | TV Nova  | 20 kW       | K                                | horizontální |
| květen 2011 | 25    | 503,25 MHz | ČT1      | 330 kW      | K                                | horizontální |
| červen 2010 | 42    | 639,25 MHz | ČT2      | 360 kW      | K                                | horizontální |
| květen 2011 | 59    | 775,25 MHz | Prima TV | 600 kW      | K                                | horizontální |

## Nejbližší vysílače
Nejbližší významné vysílače a vzdálenost k nim:
| Růžice kompasu | Mezivrata 64,3 km    | Krásné 72,9 km                     | Praděd 166,5 km | Růžice kompasu |
| Růžice kompasu | Mařský vrch 109,8 km | Sever                              | Kojál 108,4 km  | Růžice kompasu |
| Růžice kompasu | Mařský vrch 109,8 km | Západ · Východ                     | Kojál 108,4 km  | Růžice kompasu |
| Růžice kompasu | Mařský vrch 109,8 km | Jih                                | Kojál 108,4 km  | Růžice kompasu |
| Růžice kompasu | Kleť 86,6 km         | Sankt Pölten - Jauerling (A) 98 km | Děvín 103,2 km  | Růžice kompasu |